# Albrecht Friedrich von Erlach

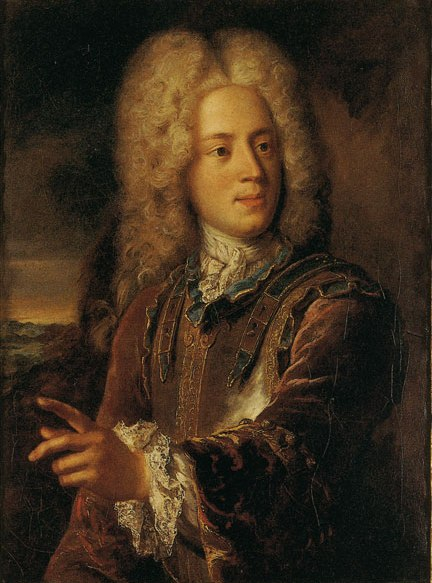
Bildnis Albrecht Friedrich von Erlachs von Robert Gardelle (1723)

Albrecht Friedrich Reichsgraf von Erlach (* 15. November 1696 in Bern; † 27. August 1788 ebenda) war ein Offizier in österreichischen Diensten, später Ratsmitglied und Schultheiss von Bern.

## Leben

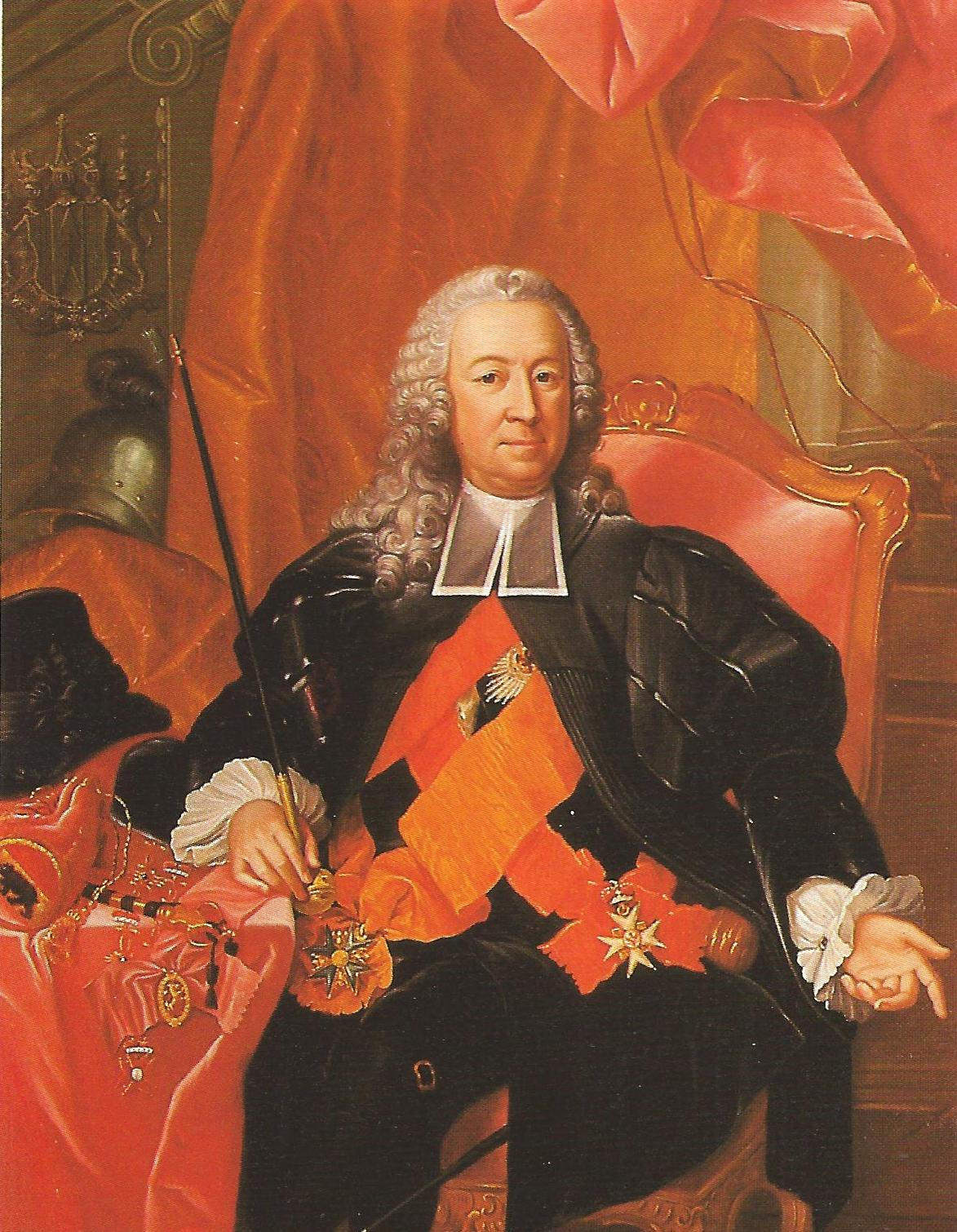
Reichsgraf Albrecht Friedrich von Erlach als Schultheiss von Bern (um 1760)

Albrecht Friedrich Reichsgraf von Erlach war ein Sohn des österreichischen Feldmarschallleutnants und Reichsgrafen Hieronymus von Erlach aus dem Berner Uradelsgeschlecht von Erlach und der Anne-Margarete Willading, Tochter des Schultheissen Johann Friedrich Willading.
Erlach diente als Offizier im Schweizerregiment Tillier in österreichischen Diensten. Nach einer Kavalierstour durch Deutschland, Frankreich und Holland heiratete er 1719 Susanna Margarethe Frisching von Rümligen, Tochter des Gabriel Frisching und der Anna Maria Stürler, und erwarb die Herrschaft Jegenstorf. Von seinem Vater erbte er nebst dem Titel eines Reichsgrafen die Herrschaften zu Hindelbank, Urtenen, Bäriswil und Mattstetten.
In Bern war er ab 1727 Mitglied des Grossen Rates, ab 1755 des Kleinen Rates, von 1759 bis 1786 alternierend Schultheiss. 1729 amtierte er als Rathausammann, 1735 als Landvogt von Morges und 1758 als Welschseckelmeister. Erlach liess den durch seinen Vater begonnenen Erlacherhof in den Jahren 1748 bis 1752 vollenden. Im Lauf seines Lebens erhielt er zahlreiche Ehrungen: 1728 Ritter des markgräflich-badischen Treueordens, 1734 Kammerherr Karls VI., 1748 Ritter des württembergischen Hubertusordens, 1770 Ritter des hessischen Löwenordens und 1780 Ritter des preussischen Schwarzen Adlerordens und 1773 Grosskreuz des brandenburgischen Roten Adlerordens. Die zahlreichen Ordensabzeichen brachten ihm im Volksmund den Übernamen Stärnebrächt ein. Sein Grabmal befindet sich an der Wand einer Seitenkapelle der Kirche Hindelbank.